# Titus Flavius Sabinus (consul en 69)
Pour les articles homonymes, voir Flavius Sabinus et Sabinus.
Titus Flavius Sabinus est un sénateur romain né vers 6, consul suffect en 69.

## Biographie
Il est le fils de Titus Flavius Sabinus, et donc le neveu de Vespasien. Il est consul suffect en mai et juin 69 et l'un des généraux qui ont combattu pour Othon contre Vitellius pendant l'année des quatre empereurs, mais il s'est soumis à Vitellius une fois qu'Othon a été vaincu. Il a été assiégé aux côtés de son père dans le Capitole, mais il s'est échappé quand il a été incendié.
Il fut aussi consul II en 72 et operum publicorum curator de 72 en avant.
Selon la Jewish Encyclopedia, il avait quatre fils, dont notamment Titus Flavius Sabinus et Titus Flavius Clemens. Ce dernier serait né de l'union de Sabinus avec Cocceia, la sœur du futur empereur Nerva. Dans les dernières années de sa vie, il aurait mené un style de vie conforme aux obligations juive et chrétienne.

## Sources
- (en) Cet article est partiellement ou en totalité issu de l’article de Wikipédia en anglais intitulé « Titus Flavius Sabinus (consul 69) » (voir la liste des auteurs).
- Tacite, Histoires
- Suétone, Vie des douze Césars
- Dion Cassius, Histoire romaine
- (en) Arnold Blumberg (ed) (1995), Great Leaders, Great Tyrants?: Contemporary Views of World Rulers Who Made History